# تیم ملی بسکتبال زنان رومانی
تیم ملی بسکتبال زنان رومانی ، نماینده رومانی در مسابقات بین‌المللی بسکتبال زنان است.

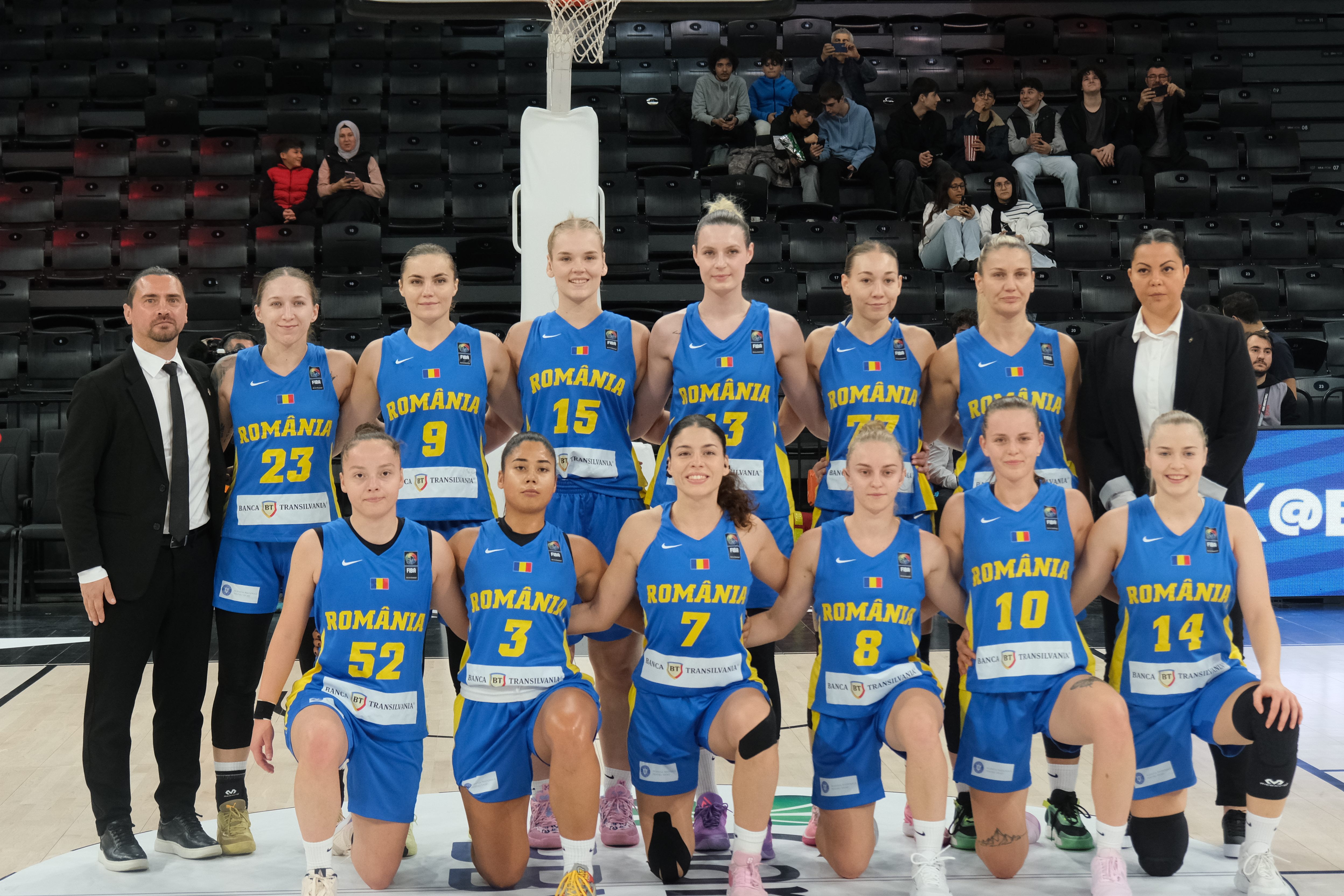